# Rainer Johannes Homburg
Rainer Johannes Homburg, né le 16 janvier 1966 à Gelsenkirchen, est un musicien, organiste, chef de chœur, chef d'orchestre et compositeur allemand classique, à la tête du Stuttgarter Hymnus-Chorknaben (de) depuis 2010.

## Biographie

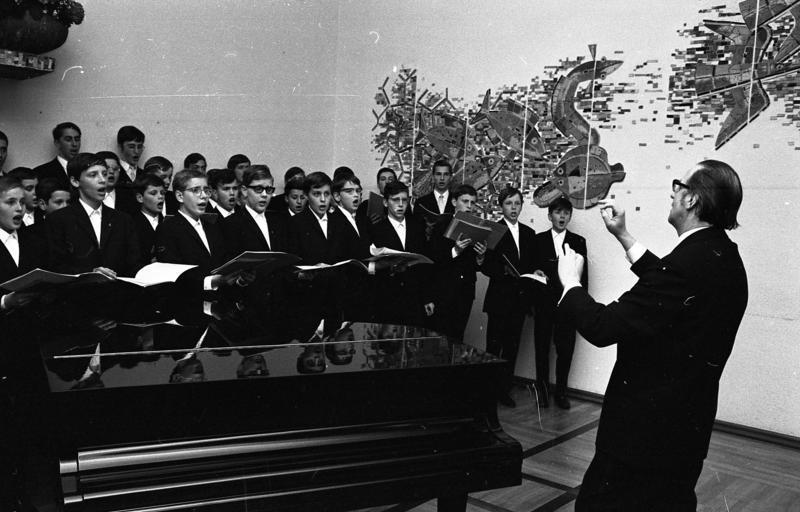
Stuttgarter Hymnus-Chorknaben (1969).

Rainer Johannes Homburg grandit au Brésil et à Wetter (Ruhr). Il étudie la musique sacrée, l'orgue, la musicologie et la philosophie à Cologne et Detmold.  
Entre 1992 et 2010, il est cantor et organiste à l'église Sainte-Marie de Lemgo, chef de la Marienkantorei de Lemgo et directeur des Journées internationales de l'orgue à Lemgo. Il exerce également en tant que conseiller artistique de la musique sacrée pour la circonscription ecclésiastique de la Lippe. 
En 2002, il reçoit le titre de directeur de la musique sacrée (KMD). En 2006, il se voit remettre une distinction du conseil de l'ancienne ville hanséatique de Lemgo ainsi que "L'étoile de l'année" pour ses performances exceptionnelles dans la vie culturelle de la région de Westphalie orientale. En 2008, son CD consacré à Johann Caspar Ferdinand Fischer a été récompensé par un ECHO Klassik. 
En tant que chef d'orchestre, Rainer Johannes Homburg est aussi engagé dans la nouvelle musique. Il collabore intensivement avec la Nordwestdeutsche Philharmonie à Herford et il est invité à se produire, entre autres, à la tête du Folkwang Kammerorchester (de) à Essen. Il se consacre avec la Handel's Company à l'étude de la musique ancienne et enregistre avec cet ensemble de la musique de Gottfried Heinrich Stölzel et de Johann Casper Ferdinand Fischer extraite de manuscrits du XVIIIe siècle, la faisant ainsi découvrir au public pour la première fois. Rainer Johannes Homburg publie ses enregistrements chez MDG. Il enregistre notamment la Passion selon saint Jean de Jean-Sébastien Bach.  
Ses activités musicales se complètent par des tournées de concerts, des cours et des enregistrements pour la radio et la télévision. En 2008, il accepte un poste de chargé de cours à l'École supérieure de musique de Detmold. Depuis 2010, il est le directeur artistique du Stuttgarter Hymnus-Chorknaben (en).

## Discographie
Rainer Johannes Homburg a enregistré de nombreux disques avec son ensemble choral pour le label discographique MDG, mais également pour Carus.
- Stölzel, Oratorio de Noël - Ute Schulze, soprano ; Schirin Partowi, alto ; Andreas Post, ténor ; Klaus Mertens, basse ; Handel's Company ; Kammerchor der Marien-Kantorei Lemgo, dir. Rainer Johannes Homburg (13-15 juin 2005, MDG) (OCLC 1183764015)
- Fischer, Orchestra & choral works - Veronika Winter, soprano ; Jenny Haecker, alto ; Henning Voss, ténor ; Nils Giebelhausen, altus. Matthias Gerchen, basse ; Handel's Company ; Kammerchor der Marien-Kantorei Lemgo, dir. Rainer Johannes Homburg (21-23 mai 2007, MDG) (OCLC 1183781984)
- Schütz, Musikalische Exequien - Stuttgarter Hymnus-Chorknaben ; Musica Fiata, dir. Roland Wilson (20-23 avril 2012, SACD MDG) (OCLC 880918153)
- Homilius, Warum toben die Heiden Kantaten - Marie-Pierre Roy, soprano ; Henriette Gödde, alto ; Knut Schoch, ténor ; Markus Köhler, basse ; Handel's Company Choir ; Handel's Company, dir. Rainer Johannes Homburg (7-9 juillet 2013, Carus) (OCLC 1131467826)
- Hiller, Œuvres chorales : Lass sich freuen ; Jauchzet dem Herrn - Veronika Winter, soprano ; Thomas Riede, alto ; Knut Schoch, ténor ; Thomas Laske, basse ; Handel's Company ; Stuttgarter Hymnus-Chorknaben, dir. Rainer Johannes Homburg (30 avril-4 mai 2014, SACD MDG) (OCLC 907150475) — avec le Stabat Mater de Pergolèse.
- Bach, Passion selon St. Jean : BWV 245 - Veronika Winter, soprano ; Franz Vitzthum, alto ; Andreas Post, Stefan Weible (Servus), ténors ; Christoph Schweizer (Jésus), Thomas Laske (arias), barytons ; Bernhard Spingler (Pilates), Lucian Eller (Pierre), basses ; Hille Perl, viole de gambe ; Handel's Company ; Stuttgarter Hymnus-Chorknaben, dir. Rainer Johannes Homburg (5-10 mai 2016, SACD MDG) (OCLC 987068683)